# 奥托·尼古拉
卡尔·奥托·埃亨弗里德·尼古拉（德語：Carl Otto Ehrenfried Nicolai；1810年6月9日—1849年5月11日）是一位德国作曲家。 
他的名气来自于其意大利风格的歌剧，此外还写了大量歌曲,宗教音乐和世俗合唱曲，但最出名的还是歌剧《温莎的风流娘儿们》。

## 生平
他17岁之前一直在他父亲卡尔·恩斯特·丹尼尔·尼古拉那里接受音乐教育。后来他到柏林深造。1827年到1830年他在国王教堂音乐学院采尔特和Bernhard Klein下学习。之后1833年他在罗马普鲁士公使馆乐队中获得管风琴手一职。在此从1835年起他一直在Giuseppe Baini下学习。他在罗马时期学习帕莱斯特里纳的作品和其他古意大利古典音乐。 
尼古拉1837年到维也纳肯特纳托剧院在Conradin Kreutzer任乐队长，但1838年重返罗马并开始歌剧创作。1841年他重任维也纳乐队长，在那他还组织了爱乐音乐会，创建了维也纳爱乐乐团。
1843年他写给腓特烈·威廉四世一部弥撒曲，还有为国王山大学200周年纪念日而写的节日序曲"Eine feste Burg"（一座坚固的城堡）。这一切使得他向柏林靠近。1847年他被任命为宫廷和大教堂合唱团指挥和皇家歌剧院乐队长。
《温莎的风流娘儿们》首演八周后，因中风逝世。

## 作品
歌剧
- La figlia abbandonata (未完成,但后来从中提炼了一首五重奏, 米兰 1837年)
- Rosmonda d'Inghilterra (都灵 1838年)
- Il Templario (1840年2月11日 ,都灵, 莱吉奥剧院)
- Il Proscritto (1841年3月13日,米兰, 斯卡拉歌剧院)
- Mariana (1841年,米兰,斯卡拉歌剧院)
- 被放逐者还乡 (1844年, 维也纳)
- 温莎的风流娘儿们 (1849年)

交响曲
- D大调交响曲

弥撒
- D大调 (1835年)

宗教合唱音乐
- 54号赞美诗 (1834年)
- "Benedicta et venerabilises virgo Maria"赞歌 (1834年)
- Pater noster op. 33 (1836年)
- 第13号赞美诗 (1846年)
- 第100号赞美诗 (1848年)
- 第31号赞美诗 (1849年)
- 第84号赞美诗 (1848年)